# Paracinipe orientalis
Paracinipe orientalis is een rechtvleugelig insect uit de familie Pamphagidae. De wetenschappelijke naam van deze soort is voor het eerst geldig gepubliceerd in 1908 door Werner.